# Heikki Sorsa
Heikki Sorsa (ur. 10 lutego 1982 w Helsinkach) – fiński snowboardzista. Zajął 7. miejsce w half-pipie na igrzyskach w Salt Lake City. Zajął też 15. miejsce w half-pipie na mistrzostwach w Madonna di Campiglio. Najlepsze wyniki w Pucharze Świata osiągnął w sezonach 2000/2001 i 2001/2002, kiedy to zajmował 4. miejsce w klasyfikacji halfpipe’a. Jest mistrzem świata juniorów w halfpipie z 2001 r.

## Sukcesy

### Igrzyska olimpijskie
| Miejsce | Dzień     | Rok  | Miejscowość    | Konkurencja | Zwycięzca   |
| ------- | --------- | ---- | -------------- | ----------- | ----------- |
| 7.      | 11 lutego | 2002 | Salt Lake City | Halfpipe    | Ross Powers |

### Mistrzostwa Świata
| Miejsce | Dzień       | Rok  | Miejscowość          | Konkurencja | Zwycięzca        |
| ------- | ----------- | ---- | -------------------- | ----------- | ---------------- |
| 15.     | 27 stycznia | 2001 | Madonna di Campiglio | Halfpipe    | Kim Christiansen |

### Puchar Świata

#### Miejsca w klasyfikacji generalnej
- 2000/2001 - 31.
- 2001/2002 - -

#### Miejsca na podium
1. Sapporo – 18 lutego 2001 (Halfpipe) – 1. miejsce
2. Park City – 1 marca 2001 (Halfpipe) – 1. miejsce
3. Arosa – 9 stycznia 2002 (Halfpipe) – 1. miejsce
4. L’Alpe d’Huez – 13 stycznia 2002 (Halfpipe) – 1. miejsce